# فرهنگ عقاید عامه مردم خراسان
فرهنگ عقاید عامهٔ مردم خراسان کتابی از ابراهیم شکورزاده است که در سال ۱۳۴۶ منتشر و برندهٔ جایزه کتاب سال سلطنتی شد.